# Kuupik Kleist
Pour les articles homonymes, voir Kleist.
Jakob Edvard Kuupik Kleist, né le 31 mars 1958 à Qullissat, est un homme politique groenlandais. Chef de l'Inuit Ataqatigiit (IA), il est Premier ministre du 12 juin 2009 au 5 avril 2013.

## Biographie
Né d'un père danois télégraphiste et d'une mère groenlandaise, il est élevé à Qullissat, sa ville natale, par son oncle et sa tante, et y commence sa scolarité qu'il poursuit au collège de Sisimiut, puis à Birkerød (Danemark)  de 1975 à 1978. Il obtient un diplôme de socionomie de l'université de Roskilde en 1983. Il travaille ensuite comme journaliste à Nuuk, la capitale groenlandaise, de 1988 à 1991.
Député au Parlement groenlandais à partir de 2002, il prend la tête d'Inuit Ataqatigiit (IA) en 2007. Après la victoire de son parti aux élections législatives, il est nommé Premier ministre du territoire autonome le 12 juin 2009.
Battu lors des élections de 2013, il est remplacé comme Premier ministre par Aleqa Hammond, première femme à occuper ce poste.